# Sarah Robbins
Sarah Rebecca Robbins (* 30. Juli 1992 in Montreal, Québec) ist eine kanadische Fußballspielerin, die zuletzt in der Saison 2015 beim Portland Thorns FC in der National Women’s Soccer League unter Vertrag stand. Sie besitzt zusätzlich zur kanadischen auch die Staatsbürgerschaft der Vereinigten Staaten.

## Karriere

### Verein
Während ihres Studiums an der University of Kansas lief Robbins von 2009 bis 2012 für die dortige Hochschulmannschaft der Kansas Jayhawks auf. Parallel dazu spielte sie von 2009 bis 2010, sowie erneut von 2012 bis 2013, für die W-League-Franchise der Laval Comets. Zur Saison 2014 wechselte Robbins zum finnischen Erstligisten Åland United, für den sie auch in der UEFA Women’s Champions League auflief und am Saisonende die Vizemeisterschaft erreichte. Anfang 2015 schloss sie sich dem NWSL-Teilnehmer Portland Thorns FC an, für den sie am 11. April ihr Ligadebüt gab. Dies blieb ihr einziger Einsatz für die Thorns.

### Nationalmannschaft
Robbins wurde im Jahr 2010 erstmals in ein Trainingslager der kanadischen U-18-Nationalmannschaft berufen und nahm zwei Jahre später an der U-20-Weltmeisterschaft 2012 teil. Dort kam sie in allen drei Vorrundenspielen zum Einsatz.